# Aoqi
Die Großgemeinde Aoqi (chinesisch 敖其镇, Pinyin Áoqí Zhèn) liegt im Stadtbezirk Jiao der bezirksfreien Stadt Jiamusi in der chinesischen Provinz Heilongjiang.
Aoqi hat eine Fläche von 37 km² und 2005 ca. 15.000 Einwohner (Bevölkerungsdichte 405,4 Einw./km²). Sitz der Gemeinderegierung ist das Dorf Aoqi, das auch ein Hauptsiedlungsgebiet der Hezhen-Nationalität Chinas darstellt.

## Administrative Gliederung
Auf Dorfebene setzt sich Aoqi aus acht Dörfern und zwei Siedlungsgebieten zusammen. Diese sind:
- Dorf Aoqi der Hezhen (敖其赫哲族村);
- Dorf Changchun (长春村);
- Dorf Changshou (长寿村);
- Dorf Taixing (太兴村);
- Dorf Xinglong (兴隆村);
- Dorf Xingsheng (兴圣村);
- Dorf Yong’an (永安村);
- Dorf Yongren (永仁村);
- Siedlungsgebiet der Staatlichen Obstveredelungs-Station Houshishan (猴石山果苗良种场生活区);
- Siedlungsgebiet der Staatlichen Baumschule Yong’an (永安苗圃生活区).

Koordinaten: 46° 45′ N, 130° 6′ O